# Yamamoto Sadako
Yamamoto Sadako (jap. 山本 定子; * 14. Juli 1915; Todesdatum unbekannt) war eine japanische Speerwerferin.
Bei den Olympischen Spielen 1936 wurde sie Fünfte mit 41,45 m.
Ihre persönliche Bestleistung von 44,51 m stellte sie am 15. Juli 1936 in Lahti auf.